# 갈란타구

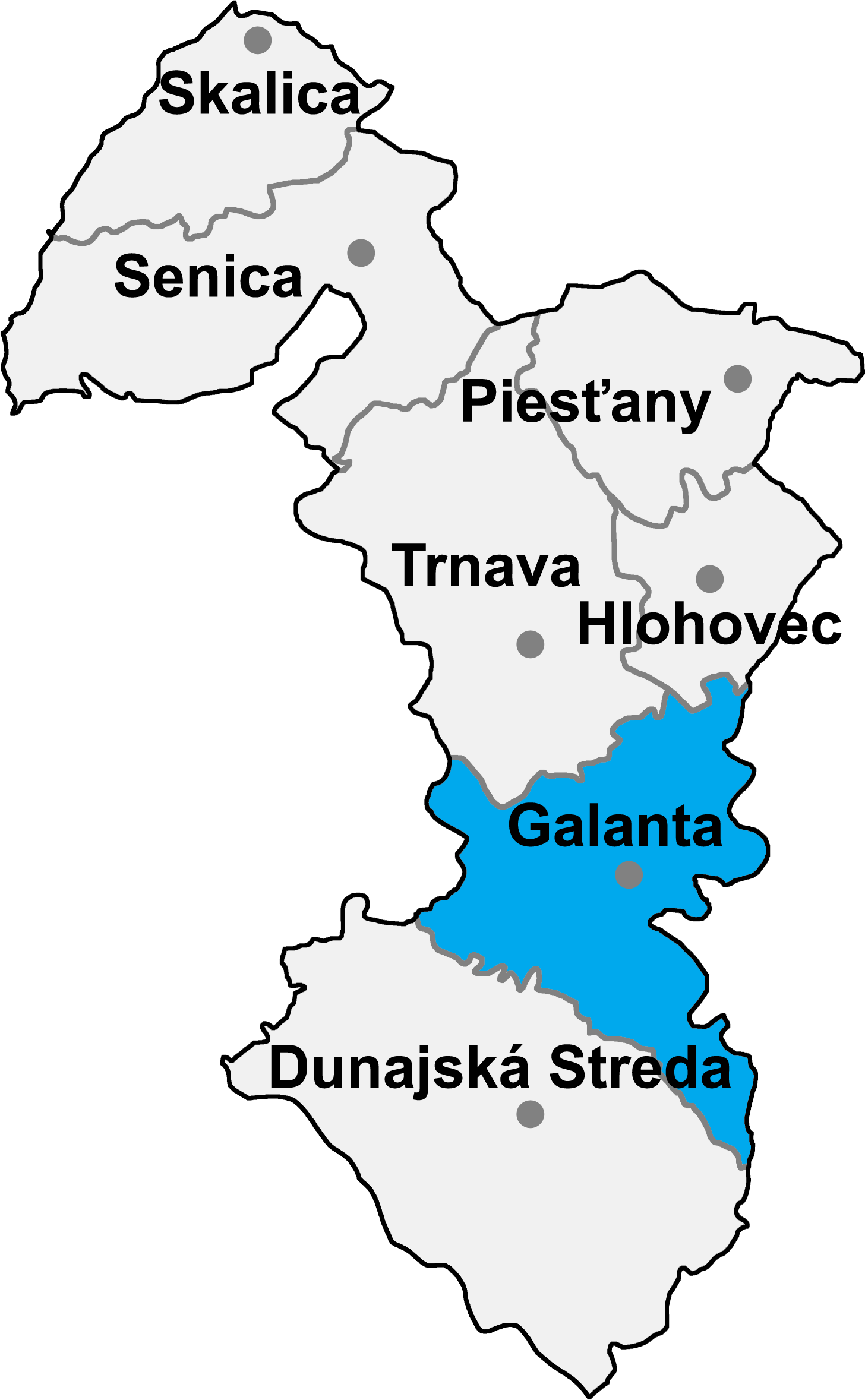
갈란타구의 위치

갈란타구(슬로바키아어: Okres Galanta)는 슬로바키아 트르나바주를 구성하는 7개 구 가운데 하나로 행정 중심지는 갈란타이며 면적은 641.74km2, 인구는 93,682명(2014년 기준), 인구 밀도는 145.98명/km2이다.
트르나바주 중부에 위치하며 36개 지방 자치체(3개 시, 33개 마을)를 관할한다. 북쪽으로는 트르나바구, 흘로호베츠구, 북동쪽으로는 니트라주 니트라구, 동쪽으로는 니트라주 샬랴구, 남쪽으로는 두나이스카스트레다구, 서쪽으로는 브라티슬라바주 세네츠구와 접한다.